# Y di Yule
La variabile di test Y di Yule è un indice di associazione
usato in tabelle statistiche dette di contingenza 2x2,
ideato dallo statistico scozzese George Udny Yule e correlato con un altro indice dello stesso autore: Q di Yule. Rispetto a quest'ultimo indice il valore assoluto è sempre minore (|Q| > |Y|) a meno che non vi sia indipendenza o completa associazione.

## Metodologia
{\displaystyle Y={\frac {{\sqrt {\alpha }}-1}{{\sqrt {\alpha }}+1}}}
ove 
α = (P11/P21) / (P12/P22) è il cosiddetto odds ratio
Pij = P(AiBj) ove sia i che j assumono i valori 1 e 2
Tale indice Y varia tra -1 e +1, ove 0 indica l'indipendenza.
Y può essere stimato da
y = (√a-1) / (√a+1)
dove in questo caso
a = (f11/f21) / (f12/f22) in analogia a α (con il vincolo che fij sia sempre maggiore di zero
mentre la varianza di y viene stimata con
s²(y) = 1/16 (1-y)² ΣiΣj1/fij

## Esempio
```
 Valori assoluti
 +-------------+-------+------+
 |     \ Abile |   Si  |  No  |
 |Sesso \      |       |      |
 +-------------+-------+------+
 |Uomini       |  20   |  80  |
 |Donne        |  90   |  80  |
 +-------------+-------+------+

 Valori relativi (f)
 +-------------+-------+------+
 |     \ Abile |   Si  |  No  |
 |Sesso \      |       |      |
 +-------------+-------+------+
 |Uomini       | 0,074 | 0,296|
 |Donne        | 0,333 | 0,296|
 +-------------+-------+------+

```

a = (0,074 / 0,333) / (0,296 / 0,296) = 0,222
Y = (√0,222-1)/(√0,222+1) = -0,359

### Valori di q differenti
Collassando una tabella NxN a una 2x2, a causa del criterio di aggregazione dei valori, si possono ottenere valori di q differenti. (osservazione di Karl Pearson)
Se per esempio i dati di partenza fossero stati:
```
 
 +-------------+-------+------+------+
 |     \ Abile |   Si  | boh! |  No  |
 |Sesso \      |       |      |      |
 +-------------+-------+------+------+
 |Uomini       |  20   |  10  |  70  |
 |Donne        |  90   |   0  |  80  |
 +-------------+-------+------+------+

```

assegnando il "boh!" ai "No" si ottiene la tabelle e il y=-0,359 di cui sopra, mentre assegnandolo ai "Si" si ottiene la tabella seguente:
```
 +-------------+-------+------+
 |     \ Abile |   Si  |  No  |
 |Sesso \      |       |      |
 +-------------+-------+------+
 |Uomini       |  30   |  70  |
 |Donne        |  90   |  80  |
 +-------------+-------+------+

```

con l'indicatore y che si "attenua" diventando y=-0,237